# Walther Gräßner
Walther Gräßner (ur. 31 stycznia 1891 w Magdeburgu, zm. 16 lipca 1943 w Opawie) – niemiecki generał odznaczony Krzyżem Rycerskim Krzyża Żelaznego. Zmarł 16 lipca 1943 w szpitalu rezerwowym w Opawie.

## Odznaczenia
- Krzyż Rycerski Krzyża Żelaznego (27 października 1941)[2]
- Szpanga Krzyżą Żelaznego II Klasy[2]
- Szpanga Krzyżą Żelaznego I Klasy[2]
- Krzyż Honorowy dla Walczących na Froncie[2]
- Odznaka za Służbę Wojskową w Heer[2]
  - IV Klasy
  - III Klasy
  - II Klasy
  - I Klasy
- Krzyż Zasługi Wojennej (Księstwo Lippe)[1]